# Лобковиц, Йиржи Кристиан
Йиржи Кристиан (Георг Христиан) Лобковиц, герцог Роудницкий (нем. Georg Christian von Lobkowitz, чеш. Jiří Kristián kníže Lobkowicz; 14 мая 1835 — 22 декабря 1908) — политик Богемии и Австро-Венгрии конца XIX века.

## Биография
Йиржи Кристиан Лобковиц родился 14 мая 1835 года в городе Вене; представитель знатного богемского дворянского рода.
Отец - Август-Лонгин Лобковиц (1797—1842).
Мать - Берта Лобковиц, урожденная Шварценберг (1807—1883).
Он вырос в замке в Горжине, выучил чешский, немецкий и французский и путешествовал по Италии, Франции и Великобритании в 1855-1858 годах.
В 1852–1856 годах изучал право в Пражском университете  и впоследствии работал на государственной службе. 
В 1859 году он начал свою карьеру окружным актуарием.
Избранный в 1860 году курией крупного землевладения в богемский ландтаг, он стал в нём лидером партии чешского феодального землевладения .
В знак протеста против политики правительства централизации он оставил государственную службу в 1862 году. В 1865 году он стал мэром окружного совета в Мельнике и затем избирался на эту должность еще дважды, но в 1872 году император Франц Иосиф I не утвердил его на этой должности, поэтому сосредоточился на Писекском округе, где вскоре получил ту же функцию.
В 1871 году министр-президент Цислейтании Карл Зигмунд фон Гогенварт назначил его богемским ландмаршалом. В следующем году, после падения кабинета Гогенварта, Лобковиц оставил этот пост, и в 1873 году вновь был избран в ландтаг, членом которого состоял до 1884 года.
Во время борьбы за избирательную реформу 1873 года, заменившую посылку членов рейхсрата ландтагами избранием их народом по системе курий, он стоял в первых рядах её противников.
В 1879 году Йиржи Кристиан Лобковиц принимал участие в переговорах чехов с графом Эдуардом Тааффе, закончившихся вступлением чехов в рейхсрат. Тогда же он был избран туда и примкнул к парии права (Лихтенштейна) и вел борьбу за клерикализацию школы, а также за чешское государственное право.
В 1883 году Лобковиц был назначен пожизненным членом палаты господ. С 1884 года вновь состоял богемским ландмаршалом. В 1890 году принимал участие в переговорах о чешско-немецком соглашении, являясь противником немецких притязаний.
Йиржи Кристиан Лобковиц умер 22 декабря 1908 года в городе Праге.

## Брак и дети
В возрасте 29 лет женился на 18-летней Анне Лихтенштейнской, дочери Алоиза II Лихтенштейнского. Свадьба состоялась в Вене 22 мая 1864 года. У супругов родилось двенадцать детей:
- Анна Берта (14 ноября 1865 — 9 февраля 1917), жена графа Ференца Эстергази де Галата, имела пятерых детей.
- Мария Франциска (25 декабря 1866 — 28 декабря 1918), монахиня в монастыре бенедиктинок монастыря св. Гавриила в Праге[чеш.].
- Мария Терезия (9 декабря 1867 — 26 мая 1945), жена графа Иоганна Якоба фон Ельц, имела семеро детей.
- Мария Сидония (12 августа 1869 — 28 июля 1941), жена князя Максимилиана цу Вальдбург, имела десять детей.
- Георг Август (18 августа 1870 — 11 июня 1890), прожил 19 лет, женат не был, детей не имел.
- Мария Генриетта (17 октября 1872 — 28 мая 1939), замужем не была, детей не имела.
- Мария Поликсена (1 февраля 1874 — 6 ноября 1951), монахиня Хотешовского монастыря[чеш.].
- Алоиз Иоганн (3 июня 1875 — 12 марта 1877), прожил полтора года.
- Тереза (18 октября 1876 — 21 июня 1958), жена графа Альфреда фон Брюля, имела четырёх детей.
- Роза Мария Иммакулата (15 марта 1879 — 20 августа 1957), жена графа Иоганна Ностиц-Ринек, имела семеро детей.
- Фридрих (10 октября 1881 — 18 апреля 1923), князь Лобковиц, был женат на графине Жозефине Тун-Гогенштайн, имел сына и дочь.
- Иоганн (6 ноября 1885 — 11 января 1952), был женат на графине Марии Чернин из Худениц, дочери Оттокара Чернин, имел пятерых детей.